# 퀴즈아카데미
《퀴즈아카데미》는 1987년 10월 18일부터 1992년 4월 5일까지 방영된 MBC TV의 퀴즈쇼 프로그램이다.

## 기획 의도
- 진행자의 토론을 통해 인간·사회·존중받아야 하는 MBC의 독창적인 과거와 현재 상식을 풀어주는 정답 해설과 실시간으로 통하는 퀴즈쇼 프로그램이다.
- 진행자의 토론을 통한 상식 (위인·수학·과학) 풍자로 하는 실시간 직접 퀴즈를 내는 틀린 퀴즈를 내야 하는 노력할 것으로 퀴즈 아카데미 대학생과 서로 경계하는 프로그램을 갖추고 있다.
- 퀴즈아카데미는 OX문제, 논술형 문제, 서술형 문제가 출제되어 있다.

## 방송 시간
| 방송 기간                          | 방송 시간                                |
| ---------------------------------- | ---------------------------------------- |
| 1987년 10월 18일 ~ 1989년 4월 16일 | 매주 일요일 오후 5:05 ~ 5:55 (50분)      |
| 1989년 4월 23일 ~ 1990년 4월 29일  | 매주 일요일 오후 5:05 ~ 저녁 6:05 (60분) |
| 1990년 5월 6일 ~ 1992년 4월 5일    | 매주 일요일 오후 5:10 ~ 6:05 (55분)      |

## 진행자
- 1대 : 이창섭 : 1987.10.18~1991.5.26
- 2대 : 강재형 : 1991.6.2~1992.4.5

## 퀴즈아카데미 주제가
- 퀴즈아카데미 주제가는 주철환 PD가 작곡하고 이정석이 노래를 불렀다.[1]

꽃바람 부는대로 흐르는 세상
뭐 신기한 일 없을까
가는대로 버려두긴 아까운 날들
멋지게 살아보세
어린시절에 꿈을 꾸었지
오 내 친구야
이제는 떠나야지 꿈들을 찾아
퀴즈 아카데미로

## 출연 당시 유명한 인물
- 1회: 박영환 - 고려대학교 철학과 / 前 기자, 앵커
- 1회: 박상도 - 연세대학교 사회학과 / 現 아나운서
- 1회: 김학수 - 서울대학교 경제학과 / 금융인
- 14회: 심병화 - 서강대학교 경제학과 / 기업인
- 28회: 우윤식 - 고려대학교 행정학과 / 前 정치가
- 31회: 송원섭 - 고려대학교 신문방송학과 / 기자, 방송인
- 71회: 이억원 - 서울대학교 경제학과 / 경제학자
- ?회: 김경달 - 서울대학교 신문학과
- 105회: 임춘애 - 이화여자대학교 체육학과 / 육상인
- 105회: 강동희 - 중앙대학교 경영학과 / 前 농구인
- 129~133회: 김종현 - 서강대학교 경영학과 / 기업인

## 같이 보기
- 장학퀴즈